# Alessandro da Terni
Alessandro Tomassoni (Terni, 1508 – Narni, giugno 1555) è stato un condottiero italiano.

## Biografia

### La giovinezza
Il “capostipite militare” della famiglia Tomassoni fu Alessandro, fratello maggiore di Lucantonio. Nato a Terni intorno al 1508, svolse la sua carriera militare iniziando dal gradino più basso fino a diventare Generale dell’esercito pontificio ed apprezzato ingegnere militare. Esordì nella carriera militare agli ordini di Gentil Virginio Orsini, Conte dell’Anguillara (figlio primogenito di Napoleone di Carlo Orsini, signore di Bracciano, e di Francesca di Orso Orsini), percorse le coste del Mediterraneo per combattere i Turchi, partecipando alla presa di Tunisi nella spedizione comandata da Carlo V. Nel 1536, a soli 28 anni, comanda le truppe pontifice occupando il Marchesato di Zibello per accorparlo al novello stato di Parma e Piacenza per conto di Papa Paolo III. Come ufficiale dell'Orsini, nel 1537, prese parte ad alcune spedizioni nel mare della Grecia e in Puglia.

### La carriera militare
Il 27 settembre del 1538 il colonnello Alessandro Tomassoni sbarcò con un reparto di fanteria pontificia a Prevesa, un promontorio fortificato che controllava le isole di Zante e Cefalonia. Come raccontava Paolo Giovio (1483-1552) nella Istoria, citato dallo storico letterato e umanista Francesco Angeloni, la spedizione venne rigettata in mare dai giannizzeri, ma Alessandro,
«benché gravemente ferito sostenne animosamente per un pezzo la furia dei Turchi».
Questa resistenza del valoroso ternano permise che le artiglierie, di cui alcuni pezzi erano stati fatti piazzare a terra, potessero essere rimesse in salvo sulle galee pontificie, che tornarono a Corfù.

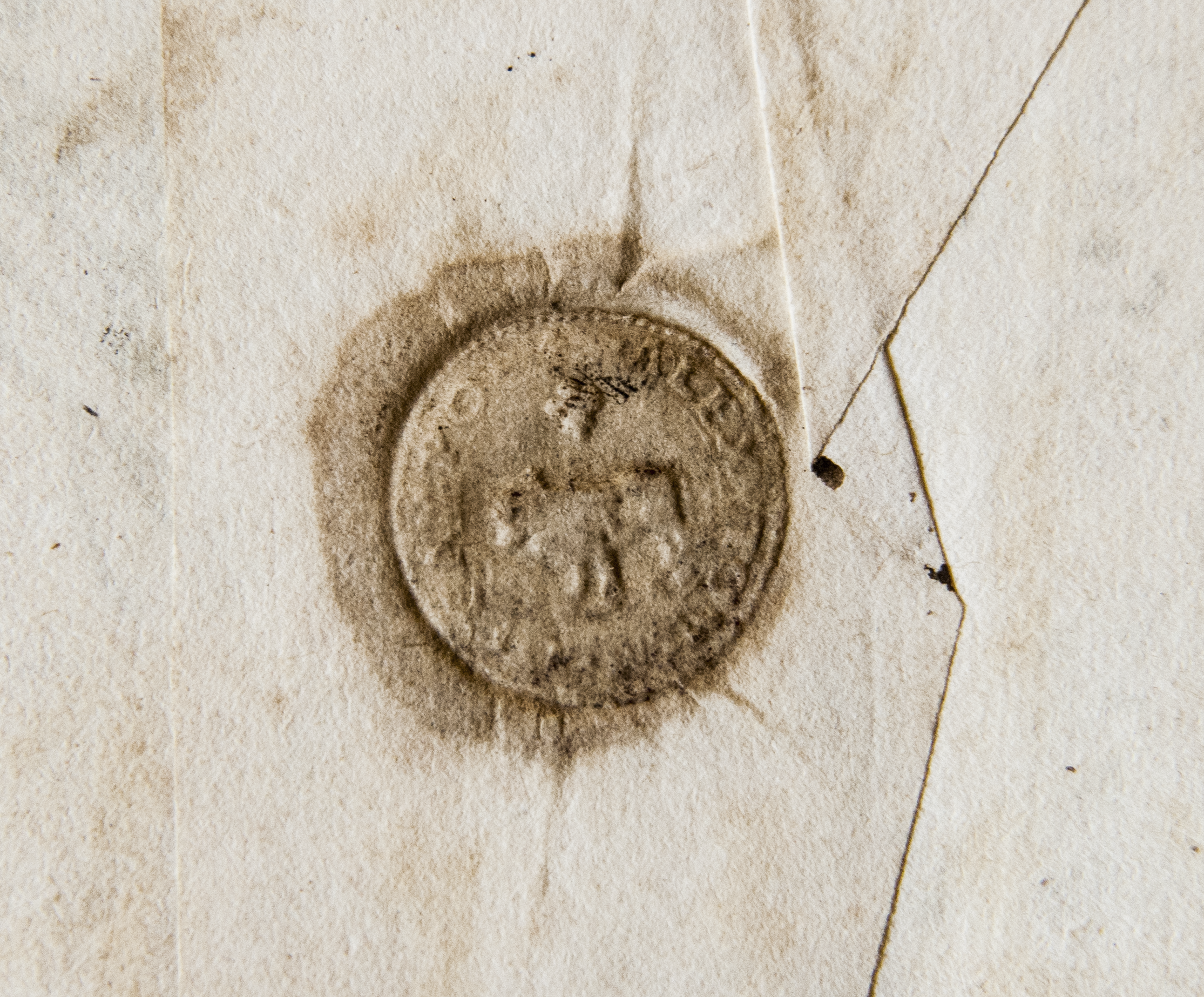
Sigillo (con lo stemma) di A. Tomassoni, durante la condotta come Mastro di Campo nel mantovano, con scritta: ALEX - TOM - M - DI - CAMPO (1547 circa).

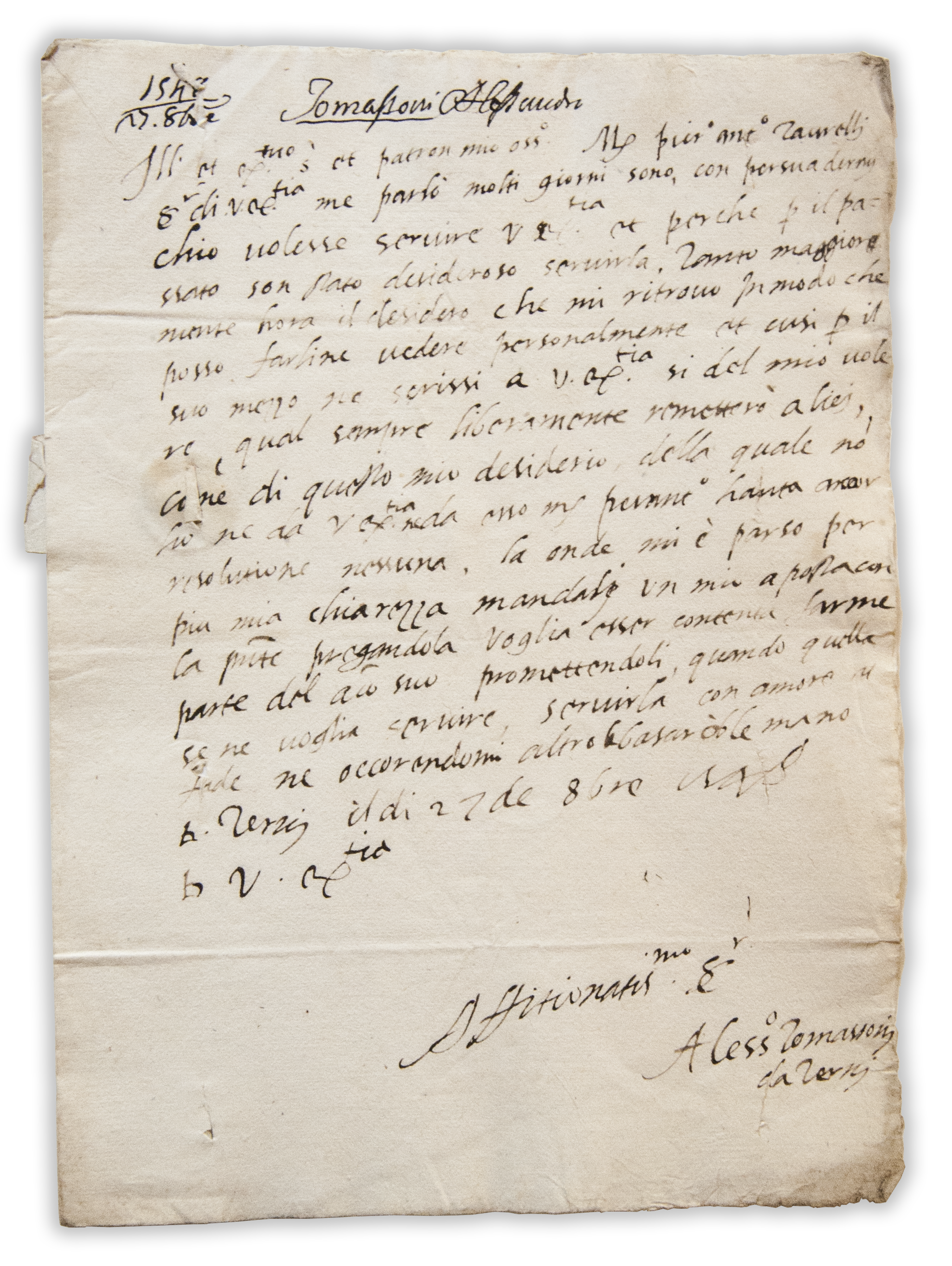
Lettera di A. Tomassoni al Duca di Ferrara, Modena e Reggio Ercole II d'Este

Nel 1540, a trentadue anni, sempre per conto di Paolo III, fu uno dei principali comandanti che condussero la cosiddetta guerra del sale prima a Perugia poi a Paliano, battendosi contro la cavalleria di Ridolfo Baglioni. Alessandro Tomassoni si occupò dell'assedio del castello di Torgiano, alla confluenza del Tevere nel Chiascio. Riportò una importante vittoria vincendo definitivamente le truppe di Ascanio della Corgna a Ponte S. Giovanni e a Pretola. La guerra si concluse con la sconfitta dei Perugini e la fine della loro indipendenza.
A Perugia, Alessandro, sfruttando le sue conoscenze nel campo delle fortificazioni militari, collaborò tra il 1540 e il 1541 con Antonio da Sangallo il Giovane (1484-1546) alla risistemazione dell'area dove poi sorgerà la Rocca Paolina, voluta dal pontefice sul luogo dove sorgevano le case dei Baglioni e di altri maggiorenti per riaffermare la sottomissione della città allo Stato della Chiesa.
Nella primavera del 1541 Alessandro lasciò Perugia per partecipare alla guerra di Paliano, iniziata dal papa Paolo III Farnese, accanito nemico dei Colonna, contro i quali diresse il suo esercito guidato dal figlio Pierluigi, la cui fanteria era agli ordini del mastro generale di campo Alessandro Tomassoni.
Costui assediò Rocca di Papa, dove si erano asserragliati alcuni dei Colonna, che dovette capitolare dopo poco. Vicino Monte Compatri Alessandro sconfisse le truppe dei Colonna, che cercarono rifugio a Paliano. Di nuovo il Tomassoni inseguì i superstiti, sgominandoli a Ceciliano. Fu poi la volta della fortezza di Paliano di capitolare.
Alessandro diventò l’eroe delle truppe pontificie e al tempo stesso il fidato braccio armato del pontefice e del figlio Pierluigi, che aiutò a conquistare agli Sforza e ai Gonzaga le terre che formeranno poi, successivamente, il ducato di Parma e Piacenza.
Da maestro di campo pontificio diventò maestro di campo ducale di Pierluigi Farnese, il più alto in grado dell'armata del figlio del papa.
Alessandro continuò ad avere rapporti e residenza a Terni e il 6 luglio del 1545 fu eletto deputato dalla città per trattare una delicata questione diplomatica con i Reatini. Pierluigi Farnese venne ucciso il 10 settembre 1547 e Paolo III morì due anni più tardi.
Alessandro passò agli ordini di papa Giulio III (Giovanni Maria Ciocchi del Monte di San Savino), eletto nel 1550, e svolgerà nuovamente un ruolo decisivo quando, morto Galeotto II Pico della Mirandola, gli successe il figlio Ludovico II, alleato dei Francesi e nemico dell'Impero e del papato, con il quale entrò in conflitto.
Alessandro partecipò nel 1552 all'assedio alla città di Mirandola e la espugnò dopo dieci mesi, pur giudicando inutile e dispendiosa questa mossa strategica. Nel marzo del 1553 si trasferì a Siena, che nel 1552 si era ribellata all’imperatore e alle truppe spagnole, alleandosi con la Francia. Alessandro partì alla difesa dell’ultimo Stato italiano indipendente di origine medievale, appunto la repubblica di Siena, mettendosi a capo di un piccolo esercito che riuscì a cogliere alcuni importanti successi.

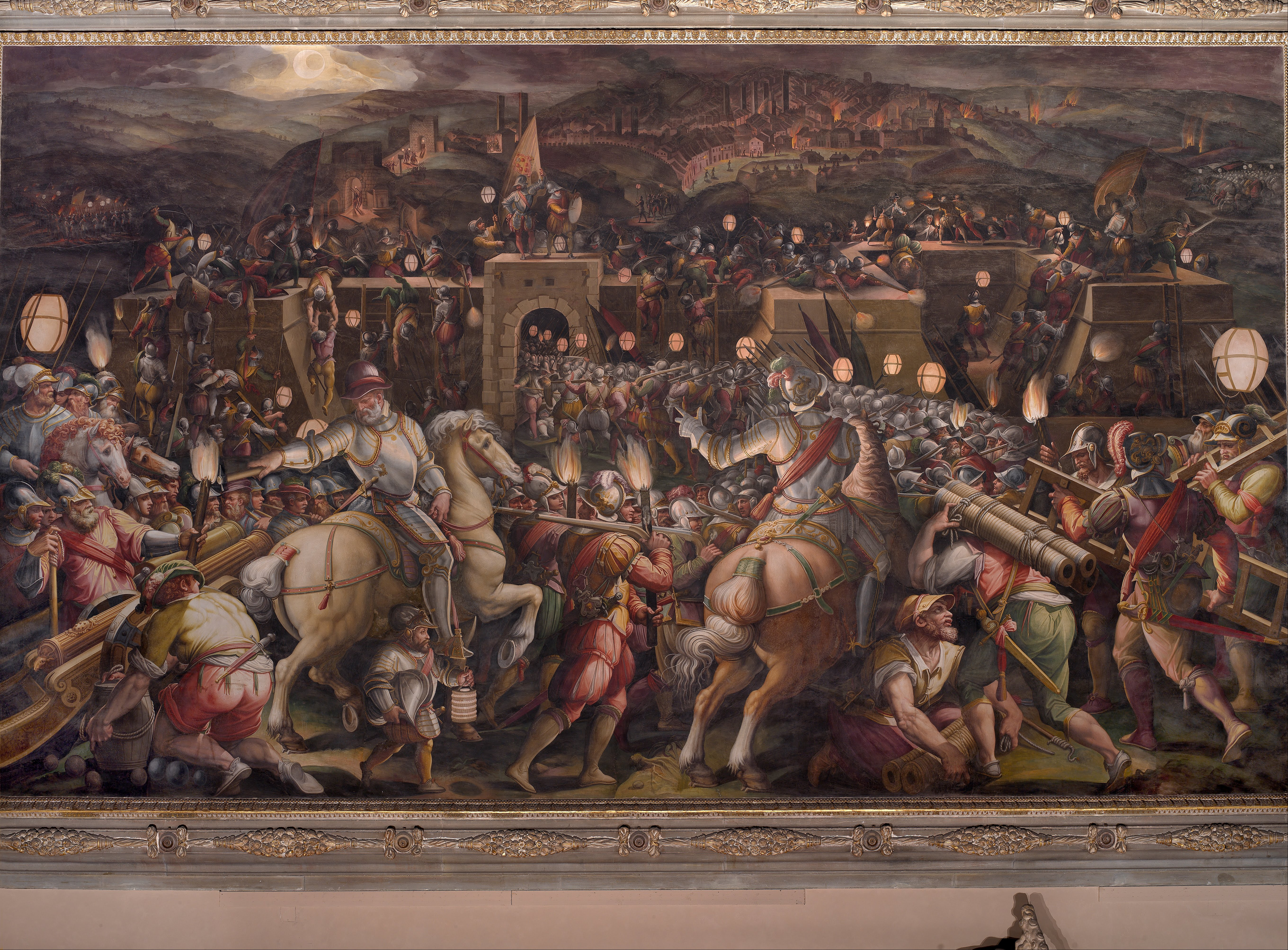
Il marchese di Marignano assale la porta Camollia di Siena difesa dalle truppe di Alessandro da Terni (Giorgio Vasari, 1567-1570, salone dei Cinquecento, Palazzo Vecchio, Firenze)

Il 19 maggio 1553 ritornò a Siena per difendere la città, che dovette però capitolare il 17 aprile del 1555.
Alessandro non volle arrendersi e con i superstiti delle sue fidate truppe si rifugiò a Porto Ercole nell'Argentario, allora territorio senese, dove intese attendere la flotta francese. Dopo quarantacinque giorni iniziò l’assalto finale degli imperiali e dei Fiorentini.

### Il primogenito Raimondo
Alessandro ebbe due figli. Il primogenito fu Raimondo, che nacque a Terni intorno al 1540 e militò nelle schiere del Granduca di Toscana Ferdinando I de' Medici. Al seguito di questo sovrano combatté per cinque anni nella lunga guerra turca in Ungheria risaltando per imprese memorabili
.
Convocato a Roma dallo Stato della Chiesa nel 1598, per assolvere all’incarico di Colonnello Comandante il distretto di Ferrara, morì a Rimini, mentre andava ad insediarsi.

### Il secondogenito Enea
Suo fratello minore fu Enea, che nacque a Terni intorno al 1545. Egli fu Capitano nell’esercito di Pompeo e Giovanni Prospero Colonna nel 1565, e nel 1571 partecipò alla battaglia navale di Lepanto, dove morì. Enea aveva combattuto con suo zio Lucantonio Tomassoni in Grecia e a Malta. A Malta, fu sotto il comando di Prospero Colonna, luogotenente della flotta pontificia. I suoi discendenti Ranuccio, Ottavio, Giovan Francesco e Mario Tomassoni, residenti in Roma, lo citano in un documento datato 15 settembre 1599: una procura a favore del loro fratello germano Alessandro per la gestione di alcune proprietà, nella quale viene menzionato un Alessandro loro zio paterno (Alessandro il vecchio) e suo figlio Enea: